# Odem (Texas)
Odem es una ciudad ubicada en el condado de San Patricio en el estado estadounidense de Texas. En el Censo de 2010 tenía una población de 2.389 habitantes y una densidad poblacional de 799,31 personas por km².

## Geografía
Odem se encuentra ubicada en las coordenadas 27°56′47″N 97°35′11″O / 27.94639, -97.58639. Según la Oficina del Censo de los Estados Unidos, Odem tiene una superficie total de 2.99 km², de la cual 2.99 km² corresponden a tierra firme y (0%) 0 km² es agua.

## Demografía
Según el censo de 2010, había 2.389 personas residiendo en Odem. La densidad de población era de 799,31 hab./km². De los 2.389 habitantes, Odem estaba compuesto por el 88.07% blancos, el 0.63% eran afroamericanos, el 0.21% eran amerindios, el 0.04% eran asiáticos, el 0% eran isleños del Pacífico, el 9.54% eran de otras razas y el 1.51% pertenecían a dos o más razas. Del total de la población el 79.24% eran hispanos o latinos de cualquier raza.